# Fino Mornasco
Fino Mornasco (bis 1863 einfach Fino) ist eine Gemeinde mit 10.011 Einwohnern (Stand 31. Dezember 2023) in der Provinz Como in der Lombardei in Italien. 

## Geographie
Die Gemeinde liegt in der Nähe der Provinzhauptstadt Como; die umfasst die Fraktionen: Socco und Andrate. Die Nachbargemeinden sind: Cadorago, Casnate con Bernate, Cassina Rizzardi, Cucciago, Guanzate, Luisago, Vertemate con Minoprio

## Sehenswürdigkeiten
- Pfarrkirche Santo Stefano (1934)[3]
- Kirche Santa Maria Immacolata (18. Jahrhundert)[4]
- Villa Mambretti (Gemeindeshaus) (1915)[5]
- Villa Odescalchi (1802), Architekt: Simone Cantoni
- Villa Raimondi (17. Jahrhundert)[6]
- Cascina Pazzea (15. Jahrhundert)[7]

## Persönlichkeiten
- Giovanni Battista Scalabrini (1839–1905), römisch-katholischer Geistlicher, Bischof von Piacenza 1876–1905, Heiliger der römisch-katholischen Kirche